# Gratzungen
Gratzungen ist eine Siedlung im Ortsteil Friedrichsthal der Stadt Bleicherode im Landkreis Nordhausen in Thüringen.

## Lage
Der Ort liegt 250 Meter über dem Meeresspiegel. Das umgebende Gelände ist wellig und hügelig. Er ist von fast allen Seiten von Waldungen umgeben, die aus einem Niederwald mit einzelnen Eichen und einem Birkenholz bestehen. Unmittelbar südlich schließt sich das Nachbardorf Bliedungen an. Das Klima ist rau, die Jahresmitteltemperatur liegt bei 7,4 Grad Celsius. Das Dorf liegt auf einem bunten Tongebirge der Sandsteinformation. Der Boden besteht aus sandigem Lehm, ist mehr nass als trocken und im Norden abgängig.

### Gewässer
Durch die Gemarkung fließt der Bliedebach, ein rechter Zufluss der Helme.

## Geschichte
Am 25./26. Juli 1184 wurde das Dorf erstmals urkundlich genannt. Ein typisches Kleinbauerndorf – die Kleinbauern bewirtschafteten um 1850 eine Fläche von 350 Hektar. 1755 wurde die heutige Kirche anstelle einer Vorgängerkirche gebaut.
Am 1. Juli 1950 entstand die Gemeinde Friedrichsthal durch den Zusammenschluss der bisherigen Gemeinden Bliedungen und Gratzungen.

## Persönlichkeiten
- Johann Gottfried Hoche (1762–1836), Theologe und Historiker